# Cuatro de Veneçuela

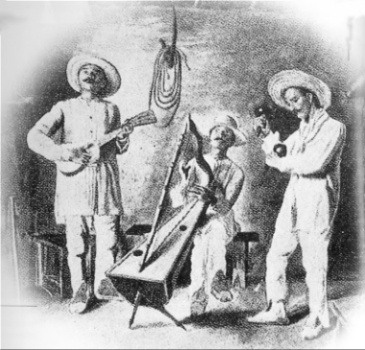
Agrupació de música de Joropo amb cuatro, arpa i maraques.

El cuatro de Veneçuela, també anomenat cuatro veneçolà, cuatro llanero, cuatro tradicional, cuatro criollo o simplement cuatro, és un instrument de corda pinçada que posseeix quatre cordes afinades a raó de: La1, Re₂, Fa#₂ i Si1. Aquesta afinació tan peculiar — no totalment ascendent — és un element que diferencia molt clarament el cuatro de Veneçuela d'altres instruments de corda pinçada.

## El cuatro i el folklore
El cuatro de Veneçuela pertany a la família de les antigues guitarres espanyoles, és de mida reduïda i deu el seu nom al nombre de cordes que posseeix. No s'ha de confondre amb l'actual cuatro portoriqueny de cinc cordes dobles metàl·liques.
És un instrument típic de la música veneçolana, i el més emblemàtic. S'utilitza tant en àrees rurals com urbanes. Les seves cordes de nylon produeixen un bell so, malenconiós però sobri. S'executa com a instrument acompanyant o com a instrument solista. Aquesta última forma d'execució ha experimentat un notable desenvolupament en les últimes dècades.
A Veneçuela s'executa gairebé en la totalitat dels gèneres musicals folklòrics: la gaita zuliana, el calipso del Callao, les nadales, els aguinaldos i la parranda, el galerón, el pol, la jota, la malaguenya, el vals, la merenga, la música cañonera, la música camperola, el pas doble, la fulía, la tonada, la polca, el ritme orquídia, l'emblemàtic joropo d'arpa, quatre i maraques, entre d'altres.
L'any 2013 el quatre va ser declarat pel Ministeri de la Cultura, bé d'Interès cultural de la nació.

## Afinació
L'afinació canònica (mirant a l'intèrpret) és:
| 4a corda | La  |
| 3a corda | Re  |
| 2a corda | Fa# |
| 1a corda | Si  |

El cuatro de Veneçuela és un més dels instruments de corda que no guarda una afinación totalment ascendent o descendent al púlsar les seves cordes de dalt a baix o al revés. Algunes de les afinacions normals antigues del quatre són la1 - re₂ - fa#₂ - si₂ i sol1 - do₂ - mi₂ - la₂ en formes ascendents.
Les cordes que usava el músic (cuatrista) popular veneçolà eren de dubtosa qualitat, construïdes amb budells d'animals, i no suportaven la tensió de la corda més aguda si₂ afinada en la segona octava. Aquesta qüestió es va resoldre baixant aquest si₂ a si1 en la primera octava obtenint d'aquesta manera, per un motiu mecànic-econòmic, l'afinació característica del cuatro veneçolà. Actualment les cordes dels cuatros són de nylon.
Col·loquialment es coneix l'afinació del cuatro amb el nom "cambur pintón" donat el compàs musical. Al revés se'l coneix com a "hipòcrita" pel mateix motiu.

## Execució

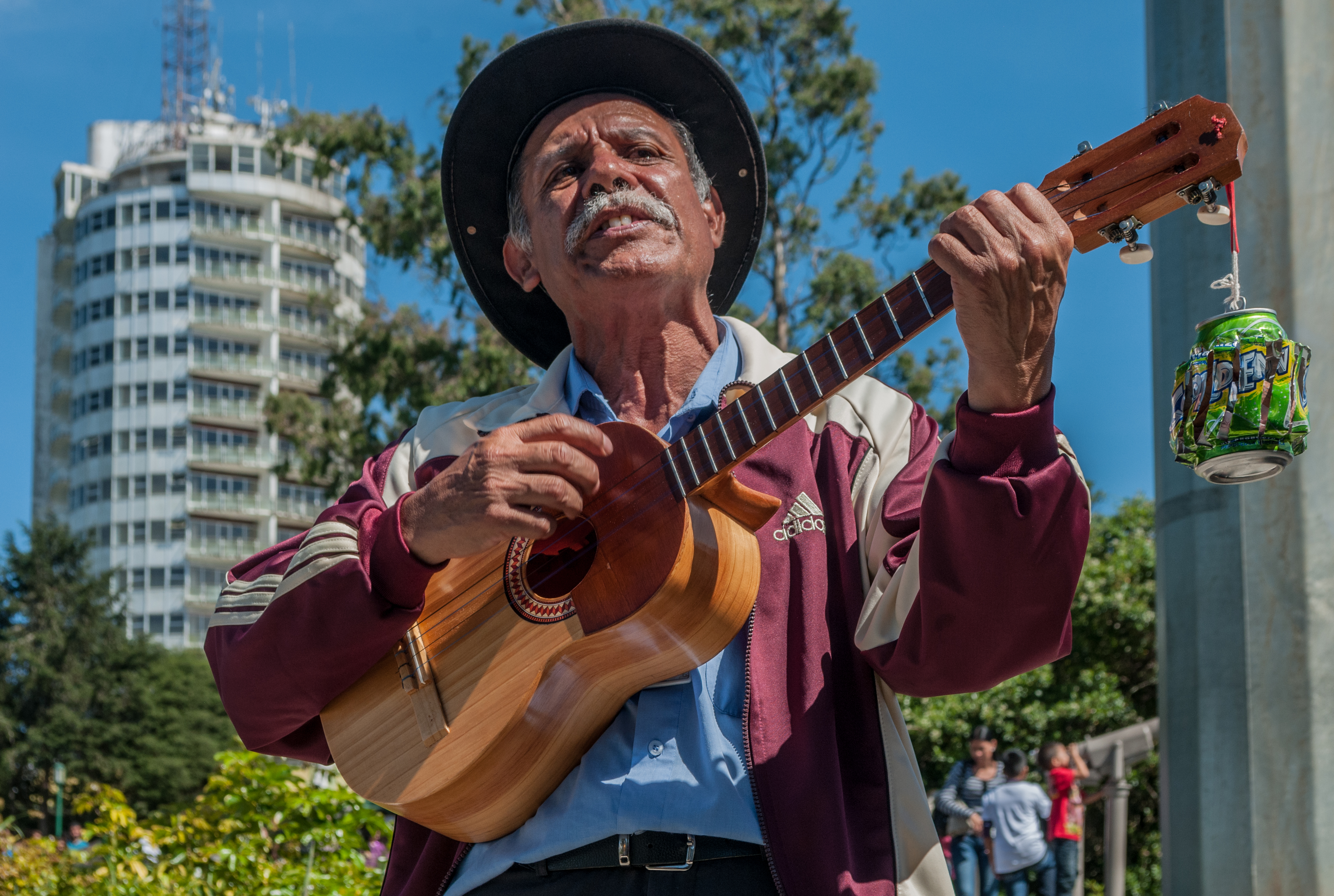
Artista de carrer cantant en les rodalies de l'Hotel Humbodlt

Actualment existeixen dues tècniques. En primer lloc està la tècnica tradicional, en la qual el cuatro veneçolà es toca batent i rascant, percutivament. Des dels anys 40 del segle xx, es va donar un gran desenvolupament de la tècnica, en primer lloc amb el treball del mestre veneçolà Eduardo Azuaje, l'àlies artístic del qual va ser Jacinto Pérez, sobrenomenat El Rey del Cuatro i, en la dècada següent, després que s'estandarditzés l'afinació i construcció de l'instrument a partir del treball del també mestre veneçolà Freddy Reyna van sorgir nous intèrprets, entre els quals va destacar Hernán Gamboa, qui va experimentar amb una tècnica que barreja punteig, rascat, amb espetecs, batuts, etc. i amb qualsevol recurs tècnic generalment emprat amb les mans. La tècnica s'anomenà Rasgapunteo i consisteix que l'executant realitza les melodies i ritmes al mateix temps a través de moviments independents del canell i dels cinc dits de la mà dreta, mentre la mà esquerra fa un ús ampli de les variacions i inversions harmòniques. A mesura que aquesta tècnica es va desenvolupar, van ser agregats més elements, incloent petits cops, patrons rítmics "callant" les cordes, etc.

### El cuatro, instrument solista
Per ús solista entenem la preponderància musical i interpretativa de l'execució d'un o diversos instruments constituint el subjecte principal de transmissió. Aquest subjecte pot tenir funció utilitària, girant en major o menor grau al voltant d'un nus o centre cultural. És el cas de l'execució solística d'un himne religiós o una capacitat musical entesa com a propícia a la meditació, l'oració, etc., com ocorre en moltes cultures orientals i precolombinas.
D'altra banda tenim la forma desenvolupada a Europa sobre la base del gaudi estètic de la producció musical per si mateixa. En ambdues la relació de l'instrumentista i la música que produeix pel que fa al fet interpretat o suggerit, no està en funció d'un tercer element, és una relació concèntrica de primer nivell.

### El cuatro, instrument acompanyant
L'ús acompanyant, a diferència del solista, constitueix un subjecte complementari de transmissió. Aquest subjecte contribueix a la transmissió del nus o centre cultural per una via més indirecta o abstracta. Així podem observar que una melodia cantada o executada i el seu acompanyament constitueixen dues densitats diferents de concreció dins del mateix llenguatge, mentre que una dansa acompanyada musicalment constitueix dos llenguatges amb diferents graus de concreció cadascun. En aquests casos el llenguatge més concret es converteix en el subjecte principal de transmissió i el menys concret es constitueix en la seva perifèria, adornant-lo, ressaltant-lo...acompanyant-lo. La relació de l'acompanyament amb el centre passa per un tercer element, és una relació concèntrica de segon nivell.

## Variants
El cuatro tradicional posseeix variants basades fonamentalment en el nombre de cordes i afinació.

### Cuatro y medio
És un cuatro amb una corda complementària que se subjecta per una clavilla en la part inferior del mànec. Al no posseir trepitjada produeix una entonació fixa i compleix el paper de ressonador. Actualment està en desús.

### Cinco
Es caracteritza per ser una mica més gran que el cuatro i rep el seu nom a causa del nombre de cordes o afinacions. La tècnica d'execució és igual a la del cuatro. S'utilitza en els estats andins de Veneçuela (Mèrida, Táchira i Trujillo) i en Lara, Carabobo i Falcón.

### Cinco y medio
De la mateixa manera que el cuatro y medio, agrega al cinco una corda denominada tiple, la qual aporta una ressonància permanent.

### Seis
És lleugerament major que el cinco, amb sis cordes. És conegut a la regió centrooccidental, especialment en els estats Lara i Falcón. S'emparenta amb la jarana mexicana en el seu disseny i afinación.

### Octavo
Presenta vuit cordes dobles. És pràcticament una guitarra renaixentista en desús.

### Cuatro Monterol
És un tipus de cuatro de caixa petita, amb cinc cordes; s'empra en l'estat Lara per a l'execució de Sons de Negre o tamunangue. Monterol, va ser un lutier que va viure a principis del segle 20 en El Tocuyo, Estat Lara i que va perfeccionar aquest instrument pel tamunangue i que alcazó la fama com a fabricant per la sonoritat dels seus instruments. Es diu que quan els finalitzava procedia a tocar-los i si el so no era el que esperava els esbocinava. El cuatro Monterol està fet de cedre amarg, ja que és la fusta que li dona el so característic conegut com a "ladino" o més agut que el cuatro tradicional. Una característica particular del cuatro Monterol, és el perfecte equilibri que manté si és sostingut entre la unió del mànec i la caixa. Addicionalment, la seva caixa està realitzada en 6 parts (2 davanteres, 2 posteriors i 2 laterals. el que li proveeix una sonoritat particular, ja que les unions eren reforçades per incrementar la sonoritat.
La tradició de la fabricació del cuatro Monterol va ser apresa en els anys 50, 60 i 70 pel Senyor Mateo Goyo en la població de San José de Quibor. En morir, la tradició d'aquest tipus de cuatro la va heretar el luthier tocuyano, Julio Torrealba al costat del seu fill Carlos Torrealba.

## Origen
El cuatro té uns orígens remots. Apareix en gravats iranians i cretenses en forma ovoidal i quadrat. Hi ha qui afirma que ja existia l'any 3000 aC, perquè s'han trobat instruments similars a Egipte, que al seu torn són derivats d'instruments caldeo-assiris. Apareix a Espanya al començament del segle xiv, amb quatre ordres. Posteriorment el Maestro Salines -Maestro de capella dels Reis Catòlics - li afegeix la cinquena corda i Vicente Espinel - qui va establir la forma estrófica actual de la desena - li agrega la sisena corda al començament del segle xvii (coneguda com a bordó o espinela) donant origen a la guitarra actual.
La música de l'època era contrapuntística, per tant es menyspreava la forma de tocar rascant. Va ser Carlos Amat, a la fi del segle xvi, qui va ensenyar a tocar el cuatro a la manera típica en què ara es fa. El cuatro arriba a Veneçuela amb la conquesta espanyola, i entra per la ciutat de Coro, ja que al segle xvi era la ciutat més desenvolupada del país, on existia la primera diòcesi, arquebisbat i música en la Catedral. De Coro passa al Tocuyo, Carora, Barquisimeto, Portuguesa i Barinas. En cròniques del Tocuyo i Carora se citen tocadors de guitarra o cuatro. Cumaná era la segona ciutat en importància i és probable que per via marítim-fluvial s'expandís des d'allí per tota la orinoquia. El missioner jesuïta Miguel Alejo Shabel va arribar a Barinas entrant per Borburata i el 9 d'abril de 1705 va escriure a Miguel Angel Tamborino les seves observacions de 15 dies de festes en homenatge a Santa Lucia i a la Inmaculada Concepción. Els cants s'acompanyaven amb caixes, tamborines, arpes i guitarres usat per molts musicos i ballats per dansaires.